# Victoria Francés
Victoria Francés (født 25. oktober 1982) er en spansk illustrator, som er særlig kendt for en række bogillustrationer og plakater.
Hendes illustrationerne er goth-inspirerede med romantiske motiver fra fantasy-genren, og hendes motiver er ofte kvinder i lange kjoler. Victoria har været under indflydelse fra Edgar Allan Poe, Anne Rice og H.P. Lovecraft. Hun er også inspireret af Brian Frouds og Arthur Rackhams kunst. Hendes første bog var Favole, udgivet af Norma Editorial; den kom i salg den 23. april på Spaniens bogdag.